# Karl Egon IV. zu Fürstenberg

Karl Egon IV. zu Fürstenberg

Karl Egon IV. Fürst zu Fürstenberg (vollständiger Name: Karl Egon IV. Maria Friedrich Emil Kaspar Heinrich Wilhelm Kamill Max Ludwig Viktor, * 25. August 1852 in Kruschowitz; † 27. November 1896 in Schloss Bruttan bei Nizza) war Standesherr und Mitglied des Deutschen Reichstags.

## Leben

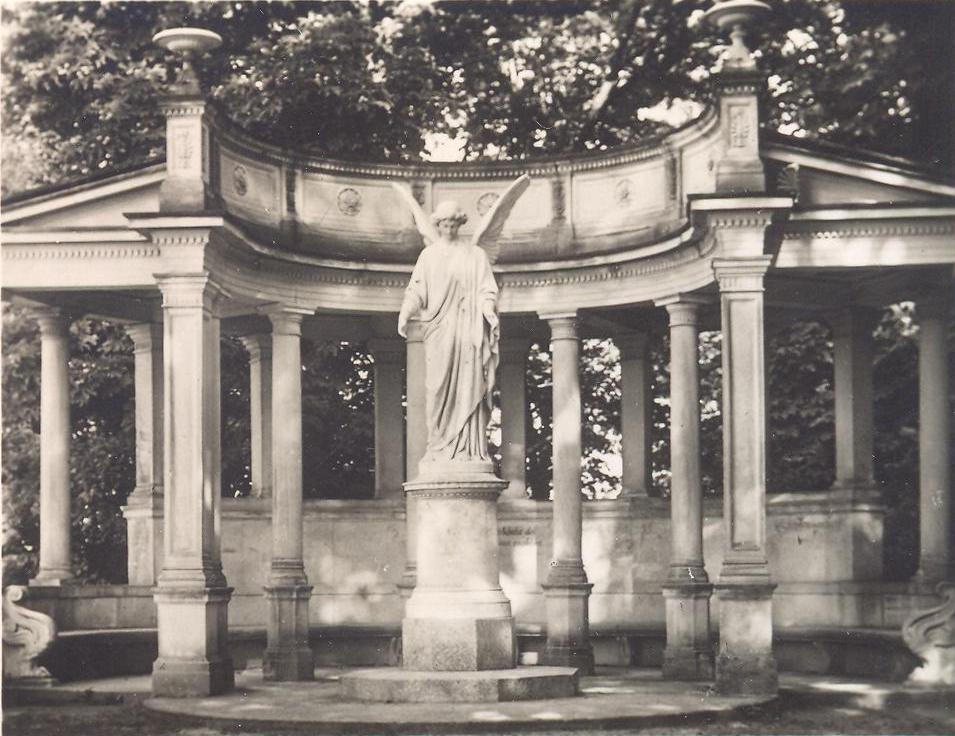
Fürstenberg-Denkmal in Baden-Baden

Karl Egon wurde als Sohn von Karl Egon III. – dem ersten Standesherrn des Großherzogtums Baden – und der Prinzessin Elisabeth Henriette Reuß ältere Linie (1824–1861) geboren. Seine Mutter verstarb bereits im Jahr 1861. Nachdem Karl Egon IV. am 22. September 1862 in Baden-Baden vom Pferd gestürzt war, ließ sein Vater beim dortigen Echo das Fürstenberg-Denkmal in Form einer Säulenhalle von Theodor Diebold mit einem Schutzengel von Franz Xaver Reich errichten.
Karl Egon wurde durch Hauslehrer erzogen und unternahm bereits in seiner Jugend umfangreiche Reisen. Von 1872 bis 1874 hörte er philosophische und juristische Vorlesungen an der Universität Heidelberg, bis 1875 setzte er seine Studien an der Universität Straßburg fort.
1876 trat er als Secondlieutenant à la suite des Gardehusarenregiments in Potsdam in die preußische Armee ein und bestand im Juni 1877 das Offiziersexamen. Von 1881 bis 1884 war er Adjutant der 28. Kavalleriebrigade in Karlsruhe. 1884 wurde er als Premierlieutenant in das 2. Gardedragonerregiment in Berlin versetzt und in diesem 1886 zum Rittmeister befördert. 1890 nahm er den Abschied aus dem Militärdienst.
Im März 1888 begleitete der Erbprinz den Fürsten von Hatzfeldt-Trachenberg, als dieser nach Rom reiste, um dem Papst Leo XIII. die Thronbesteigung des Kaisers Friedrich anzuzeigen. Durch das Ableben seines Vaters wurde der Erbprinz am 15. März 1892 Fürst zu Fürstenberg. 1893 ernannte ihn Kaiser Wilhelm II. zum Major, 1896 zum Oberstmarschall. Da nach dem Ableben seines Vaters die schwäbischen Hausgüter auf ihn übergingen, wurde er Mitglied des preußischen Herrenhauses, der württembergischen Kammer der Standesherren und der badischen Ersten Kammer. Am 10. November 1893 wurde Fürst Karl Egon mit bedeutender Mehrheit im II. badischen Reichstagswahlkreis in den Deutschen Reichstag gewählt. Damals schon schwer leidend, suchte er in Nizza Genesung. Er konnte sich nicht mehr erholen und starb dort. Am 4. Dezember 1896 wurde er in der fürstlichen Familiengruft zu Neudingen bei Donaueschingen als eines der letzten Familienmitglieder des Fürstenhauses beigesetzt.
Er war beteiligt an der Münchner Allgemeinen Zeitung und einer der Gründer der Kolonie Berlin-Karlshorst, wo heute noch die Karl-Egon-Straße nach ihm benannt ist. Er war Mitglied des Corps Suevia Heidelberg.

## Ehe
Fürst Karl Egon heiratete am 6. Juli 1881 Gräfin Dorothea „Dolly“ von Talleyrand-Périgord (1862–1948), Tochter des Herzogs Louis Napoleon de Talleyrand-Périgord und Urgroßnichte von Talleyrand. Die Ehe blieb kinderlos. Seine Gattin spielte eine wichtige Rolle in der gründerzeitlichen und wilhelminischen „High Society“.
Wegen der Kinderlosigkeit trat sein im Kaisertum Österreich, insbesondere in Böhmen begüterter Vetter Max Egon II. zu Fürstenberg die Nachfolge an. Somit waren die schwäbische und die böhmische Linie des Hauses Fürstenberg wieder vereint.